# Grevillea lanigera
Grevillea lanigera conocido en su lugar de origen como "woolly grevillea",  es un pequeño arbusto que es endémico de Victoria y Nueva Gales del Sur en Australia.

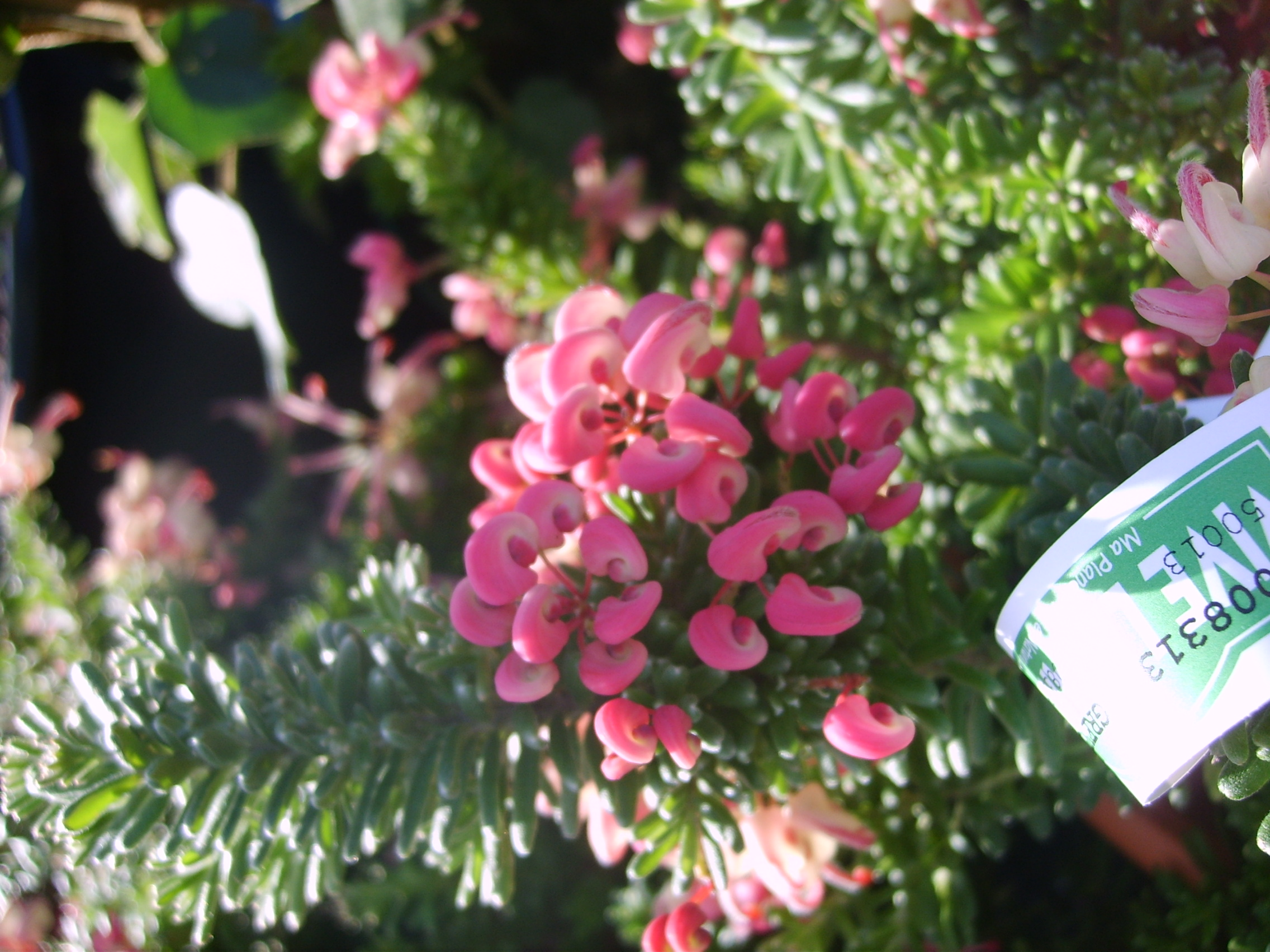
Inflorescencia

## Descripción
La especie muestra considerables variaciones en su hábitat y otras características. Puede ser rastrero o erecto, sus ramas alcanzan desde 0.3 a 1.5 metros de altura. Las flores rojas pueden florecer durante todo el año, pero es más prolífico en invierno y primavera. Tiene sus hojas y ramas peludas, dando la impresión de lo que significa su nombre lanigera.

## Distribución
Grevillea lanigera se desarrolla en un área que se extiende desde Promontorio Wilsons en Australia hasta la costa sur de Nueva Gales del Sur y las cercanas montañas.

## Taxonomía
Grevillea lanigera fue descrita por A.Cunn. ex R.Br. y publicado en Transactions of the Linnean Society of London 10: 173. 1810.
Etimología
Grevillea, el nombre del género fue nombrado en honor de Charles Francis Greville, cofundador de la Royal Horticultural Society.
lanigera, el epíteto específico deriva del latín lana y  ger (que lleva).
Variedades
Existen las siguientes variedades:
- Grevillea lanigera 'Compacta'
- Grevillea lanigera 'Coastal Gem'
- Grevillea lanigera 'Mount Tamboritha' -  postrada
- Grevillea lanigera 'Prostrate'

Sinonimia
- Grevillea ericifolia R.Br.
- Grevillea ericifolia var. muelleri Meisn.
- Grevillea ericifolia var. scabrella (Meisn.) Benth.
- Grevillea lanigera var. planifolia Meisn.
- Grevillea lanigera var. revoluta Meisn.
- Grevillea scabrella Meisn.[2]

En Flora of Australia (1999), la especie es posicionada dentro del género Grevillea según el siguiente árbol jerárquico:
Grevillea (género)
Floribunda Grupo
Rosmarinifolia Subgrupo
Grevillea iaspicula
Grevillea jephcottii
Grevillea lanigera
Grevillea baueri
Grevillea rosmarinifolia
Grevillea divaricata